# Coelioxys pergandei
Coelioxys pergandei là một loài Hymenoptera trong họ Megachilidae. Loài này được Schletterer mô tả khoa học năm 1890.